# HD 126983
HD 126983，又名CD-48 9098，SAO 224972、HR 5413，是一颗恒星，视星等为5.37，位于銀經318.95，銀緯10.25，其B1900.0坐标为赤經14h 23m 41.1s，赤緯-49° 10.25′ 18″。